# الدقة قرض

تعديل مصدري - تعديل

الدقة قرض هي إحدى قرى عزلة سرار بمديرية سرار التابعة لمحافظة أبين، بلغ تعداد سكانها 47 نسمة حسب تعداد اليمن لعام 2004.